# Onward Skylarks
Onward Skylarks est un club japonais de football américain basé à Sagamihara. Le club est contrôlé par les sociétés Onward Kashiyama et Skylark Co.

## Palmarès
- Vainqueur du Rice Bowl : 2007
- Champion de la X League : 2003, 2006
- Vice-champion de la X League : 1996